# Desmiphora aegrota
Desmiphora aegrota là một loài bọ cánh cứng trong họ Cerambycidae.